# Puchar Świata w narciarstwie alpejskim 1993/1994
Sezon 1993/1994 Pucharu Świata w narciarstwie alpejskim rozpoczął się 30 października 1993 w austriackim Sölden, a zakończył 20 marca 1994 w amerykańskim Vail. Była to 28. edycja pucharowej rywalizacji. Rozegrano 34 konkurencje dla kobiet (7 zjazdów, 9 slalomów gigantów, 6 supergigantów, 10 slalomów specjalnych oraz 2 kombinacje) i 35 konkurencji dla mężczyzn (11 zjazdów, 9 slalomów gigantów, 5 supergigantów, 8 slalomów specjalnych oraz 2 kombinacje).
Puchar Narodów (łącznie) zdobyła reprezentacja Austrii, wyprzedzając Szwajcarię i Włochy.

## Puchar Świata w narciarstwie alpejskim kobiet
Wśród kobiet najlepszą zawodniczką okazała się Szwajcarka Vreni Schneider, która zdobyła 1656 punktów, wyprzedzając Szwedkę Pernillę Wiberg i reprezentantkę Niemiec Katję Seizinger.
W poszczególnych klasyfikacjach tryumfowały:
- Katja Seizinger – zjazd
- Vreni Schneider – slalom
- Anita Wachter – slalom gigant
- Katja Seizinger – supergigant
- Pernilla Wiberg – kombinacja

## Puchar Świata w narciarstwie alpejskim mężczyzn
Wśród mężczyzn najlepszym zawodnikiem okazał się Norweg Kjetil André Aamodt, który zdobył 1392 punkty, wyprzedzając reprezentanta Luksemburga Marca Girardelliego i Włocha Alberto Tombę.
W poszczególnych klasyfikacjach tryumfowali:
- Marc Girardelli – zjazd
- Alberto Tomba – slalom
- Christian Mayer – slalom gigant
- Jan Einar Thorsen – supergigant
- Kjetil André Aamodt i  Lasse Kjus – kombinacja

## Puchar Narodów (kobiety + mężczyźni)
- 1.  Austria – 8780 pkt
- 2.  Szwajcaria – 6183 pkt
- 3.  Włochy – 6038 pkt
- 4.  Norwegia – 5438 pkt
- 5.  Niemcy – 5066 pkt